# Golden (Missouri)
Golden – jednostka osadnicza w Stanach Zjednoczonych, w stanie Missouri, w hrabstwie Barry.